# Албанская Голгофа

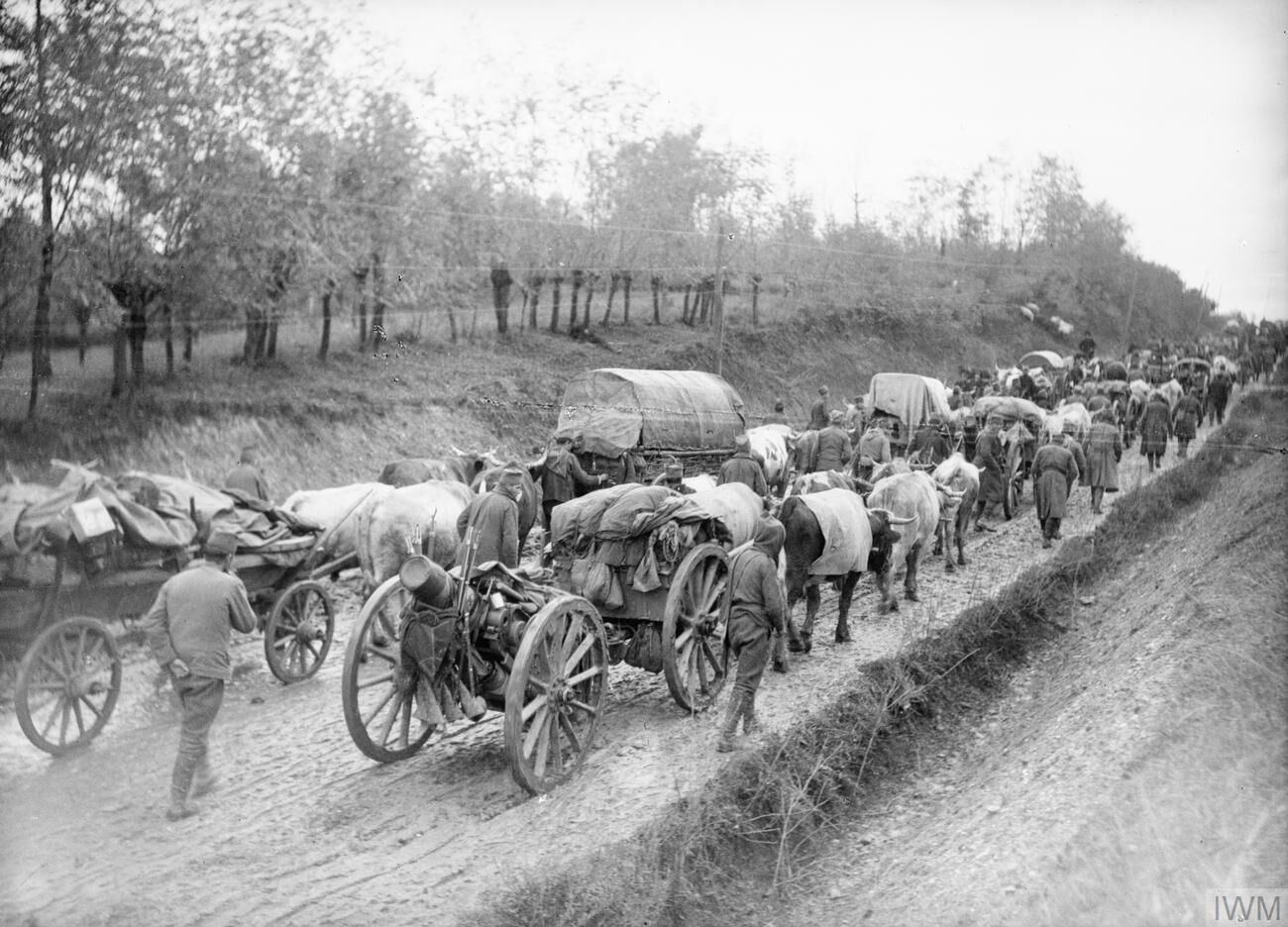
Отступление сербской армии в октябре 1915

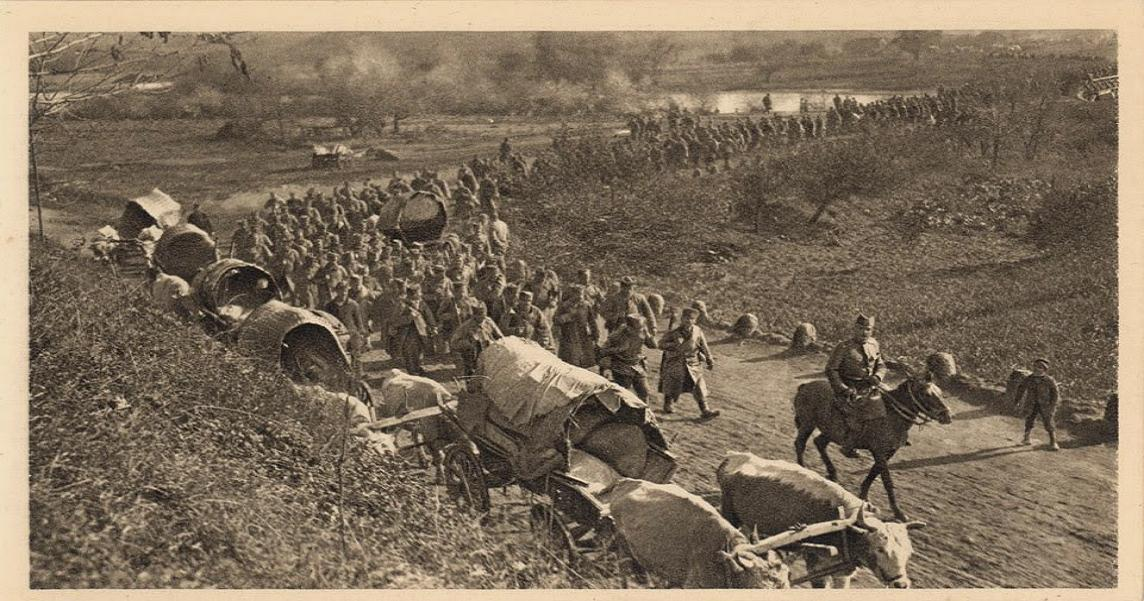
Вывод сербской армии через долину Моравы

Албанская Голгофа (серб. Албанска голгота) — принятое в историографии название операции по отступлению сербских военных и гражданских лиц, через территорию Албании и Черногории после вторжения центральных держав в Сербию зимой 1915/16 во время Первой мировой войны. Сербскими войсками и гражданскими лицами был проделан путь от Метохии до побережья Адриатического моря, где страны Антанты предоставили транспортные суда и обеспечивали безопасность до момента прибытия на места назначения. Считается, что десятки тысяч солдат и гражданских лиц во время отступления погибли от ран, болезней и голода.

## Вторжение в Сербию
После победы сербской армии в битве при Колубаре в декабре 1914 года на сербском фронте до начала осени 1915 года было затишье. Но уже 6 октября 1915 года Австро-Венгерская армия и 11-й корпус немецкой армии под командованием фельдмаршала Августа фон Макензена (около 500 000 солдат при поддержке самолётов и флотилии на реках Дунай и Сава) начала крупнейшее наступление на территорию Сербии. К 15 октября 1915 года австро-венгерская армия пересекла реки Сава и Дрина, а 11-й корпус немецкой армии пересёк Дунай и занял Белград, Смедерево, Пожаревац и Зренянин, что заставило сербские войска в срочном порядке начать масштабное отступление.
В тот же день, 15 октября 1915 года без объявления войны болгарская армия, подавив слабое сербское сопротивление, проникла в долину реки Южная Морава и уже к 22 октября 1915 года заняла Куманово, Штип, Скопье, что стало огромной проблемой дальнейшего отступления сербских войск. Сербская армия и беженцы оказались в безвыходной ситуации в Косово и Метохии. Дорога в Салоники была закрыта. Австро-венгерская армия с северо-запада, немецкая армия с севера и болгарская армия с юга и востока быстро продвигались к Косово с целью уничтожения остатков сербской армии. Под давлением войск стран Тройственного союза ставка Верховного Главнокомандования сербской армии 24 ноября 1915 года решила приостановить отступления в Салоники напрямую через южную границу Сербии. Это решение было принято после неудачной попытки пройти через долину реки Вардар, которая была занята болгарской армией. Военные и государственные лидеры в срочном порядке начали разрабатывать план дальнейших действий, исходя из реальной ситуации. Капитуляция была категорически запрещена, так как это означало бы конец государства. Предложение герцога Живоина Мишича провести в стране антипереворот было отклонено. В итоге государственные лидеры приняли решение о выводе войск к побережью Адриатического моря через Албанию, для переформирования и пополнения армии, а затем присоединения к силам союзников на Салоникском фронте. Премьер-министр Никола Пашич послал союзному командованию следующую телеграмму:
«Сербия оказалась в трудном положении, и дело может обернуться в худшую сторону. Сербия решив пройти весь путь в борьбе против захватчиков, верой и правдой. С союзниками Сербия может изменить ход войны, итогом которой окажется полное поражение противника».
После этого решения всё правительство с королём Петром I и премьер-министром Пашичем отправилось в церковь. При выходе из церкви Пашича встретила огромная толпа беженцев, которая ждала от него слов утешения. Пашич ответил им: «Люди, не волнуйтесь, вы не будете в Риме». 23 ноября 1915 года была создана комиссия с целью донести послание сербского правительства до Франции, Великобритании, России, Италии. Было решено сформировать базу в Шкодере и Дурресе, где сразу начали подготавливать союзные корабли с продовольствием и другими нуждами. Между тем правительство Сербии достигло договоренности с албанским премьер-министром Эссад-пашой Топтани, который стал союзником на период перехода сербской армии по территории Албании.

## Отступление

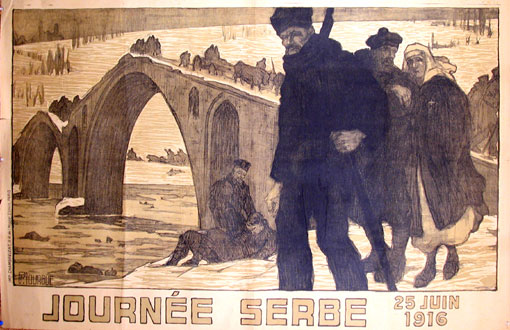
Французский плакат 1916 год

Состояние сербской армии было очень плохим. Им приходилось выносить усталость, голод и зимние морозы. 26 ноября 1915 года первая группа войск начала перемещение к Албанской границе по мосту через город Призрен. 30 ноября 1915 года в Призрене началась переправа второй группы войск. Третья группа войск была выведена на территорию Албании с города Печ.
29 ноября 1915 года Верховное Главнокомандование Германии заявило:
Поскольку сербской армии больше нет, остались только её жалкие остатки, бежавшие в дикие албанские и черногорские горы, где этой зимой они встретят свою смерть без еды, поэтому дальнейшие операции прекращены, а репортажи с балканского поля боя больше не будут выдаваться.
Хотя и существовали все предпосылки для капитуляции, возникла идея контрнаступления, которая была получена от Живоина Мишича. В течение четырёх заседаний (29 ноября — 1 декабря) они со Степой Степановичем, Павле Юришичем-Штурмом и Михайло Живковичем предлагали контрнаступление. Идея не была принята, и сербская армия продолжила действовать по приказу Ставки Верховного Главнокомандования.
Движение войск на обледенелых дорогах было медленными, также дополнительные проблемы создавали нападения албанцев, которые не поддерживали политику Эссад-паши Топтани. К 13 декабря почти вся сербская армия находилась между Андриевицей и Подгорицей. А в период с 15 по 21 декабря прибыла в Шкодер. По мнению Верховного командования Сербии и Албании, на побережье находились около 110 000 солдат и 2 350 офицеров. Предполагается, что с начала вывода погибло около 72 000 человек. Всего через Албанию прошло около 54 000, а через Черногорию около 90 000 человек.

## Адриатическое побережье

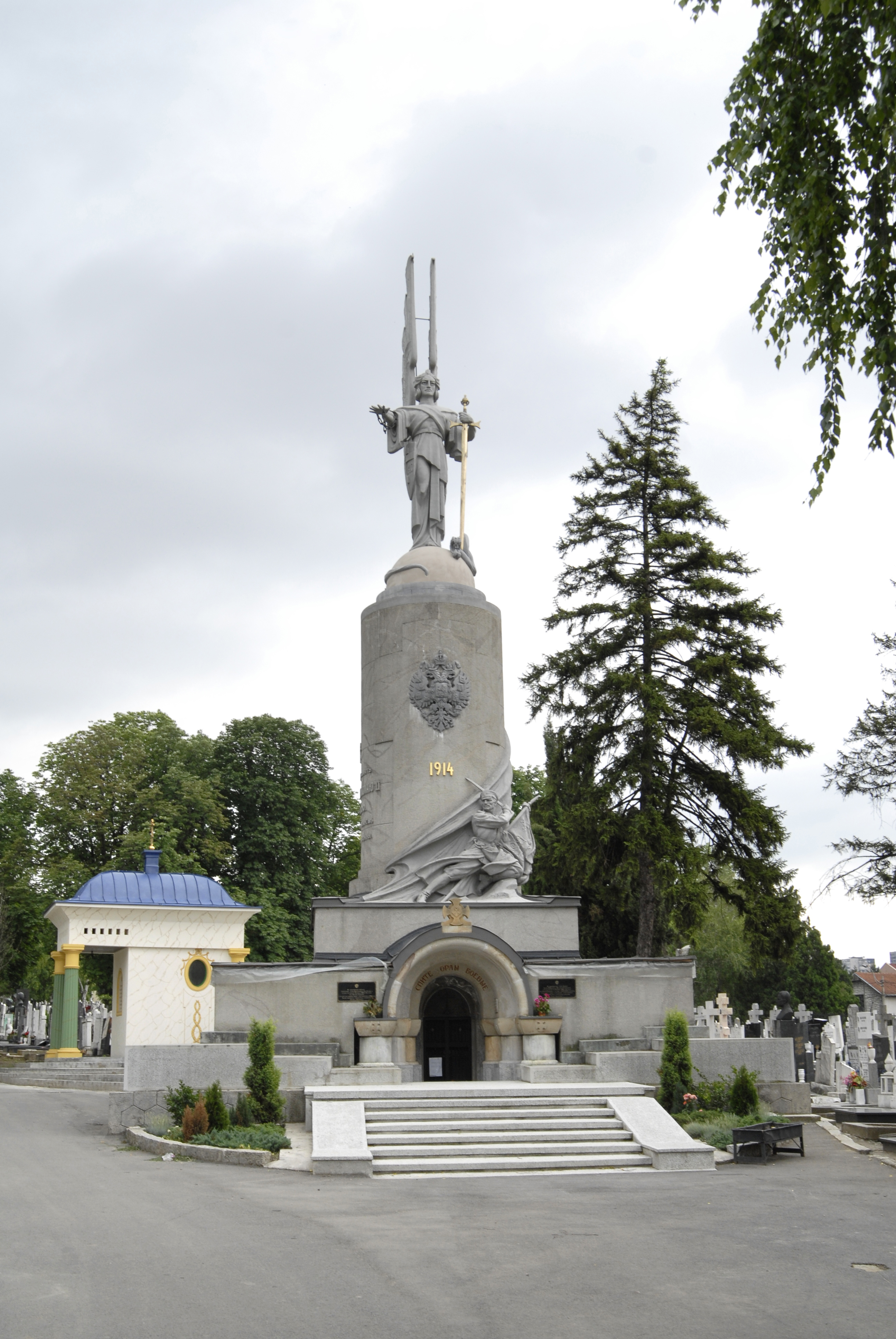
Памятник императору Николаю II и российским солдатам, которые погибли во время Первой мировой войны, в Белграде. Возведен в 1935 году по проекту архитектора Романа Николаевича Верховско́го.

После более чем месяца тяжелых маршей сербская армия собрались в городах Шкодер, Дуррес и Влёра. Прибытие на Адриатическое побережье Албании не означало окончательного спасения. На берегу союзниками был организован должный прием. Однако находящаяся на тот момент уже в союзе с Антантой Италия всячески препятствовала нахождению сербских войск на побережье. 28 декабря Никола Пашич отправил послание итальянскому правительству, в котором говорилось, что сербская армия не собирается вступать в конфликт с Италией. За сербов вступился российский посол в Риме, вследствие чего министр иностранных дел Италии заявил, что это не относится к «интересам Италии».
Тогда Никола Пашич 15 января 1916 года направил послание русскому царю Николаю II с просьбой о помощи. Послание прибыло к царю Николаю II 18 января, и в тот же день Николай II направил телеграмму королю Великобритании и президенту Франции, в которой он сказал, что если сербская армия не будет сохранена, то Россия прекратит союз с ними. Вмешательство российского императора заставило союзников пойти на уступки, и итальянское правительство позволило сербам войти во Влёру.

## Прибытие на Корфу

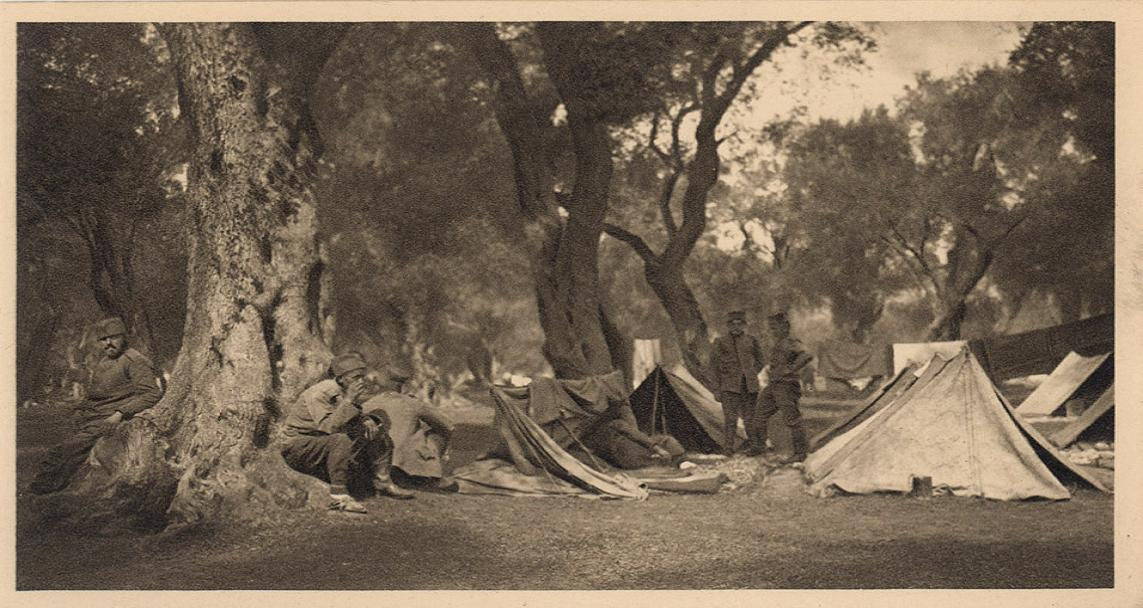
Сербская армия на Корфу

28 января французское правительство направило все свои свободные корабли для эвакуации сербских войск с побережья. К 15 февраля на греческий остров Корфу было доставлено около 135 000 человек, а в Бизерту около 10 000 человек. К апрелю на Корфу собираются 151 828 солдат и гражданских лиц. Материальные затраты по обслуживанию сербской армии взяли на себя Франция и Великобритания.
Первые дни на Корфу были ужасными для сербов. Союзники не имеют достаточно времени, для того, чтобы подготовиться к приёму такого огромного количества человек. Ощущалась острая нехватка еды, одежды, дров и палаток. Солдаты начали массово умирать. Погодные условия не были благоприятными из-за дождя, идущего непрерывно в течение недели. Измученные солдаты находились под дождём всю неделю. Начались болезни. Заболевших отвозили на остров Видо. С 23 января по 23 марта 1916 года от болезней умирает 4 847 человек. Иногда летальность доходила до 300 человек в день. Из-за того, что мест для захоронения умерших на суше не хватало, было принято решение хоронить умерших прямо в море, придавливая тела камнями, чтобы они не всплывали. Более 5 000 человек были похоронены в море недалеко от острова Видо. Из-за чего воды вокруг острова называют «Синяя могила» (серб. Плава гробница / Plava Grobnica).

## Память

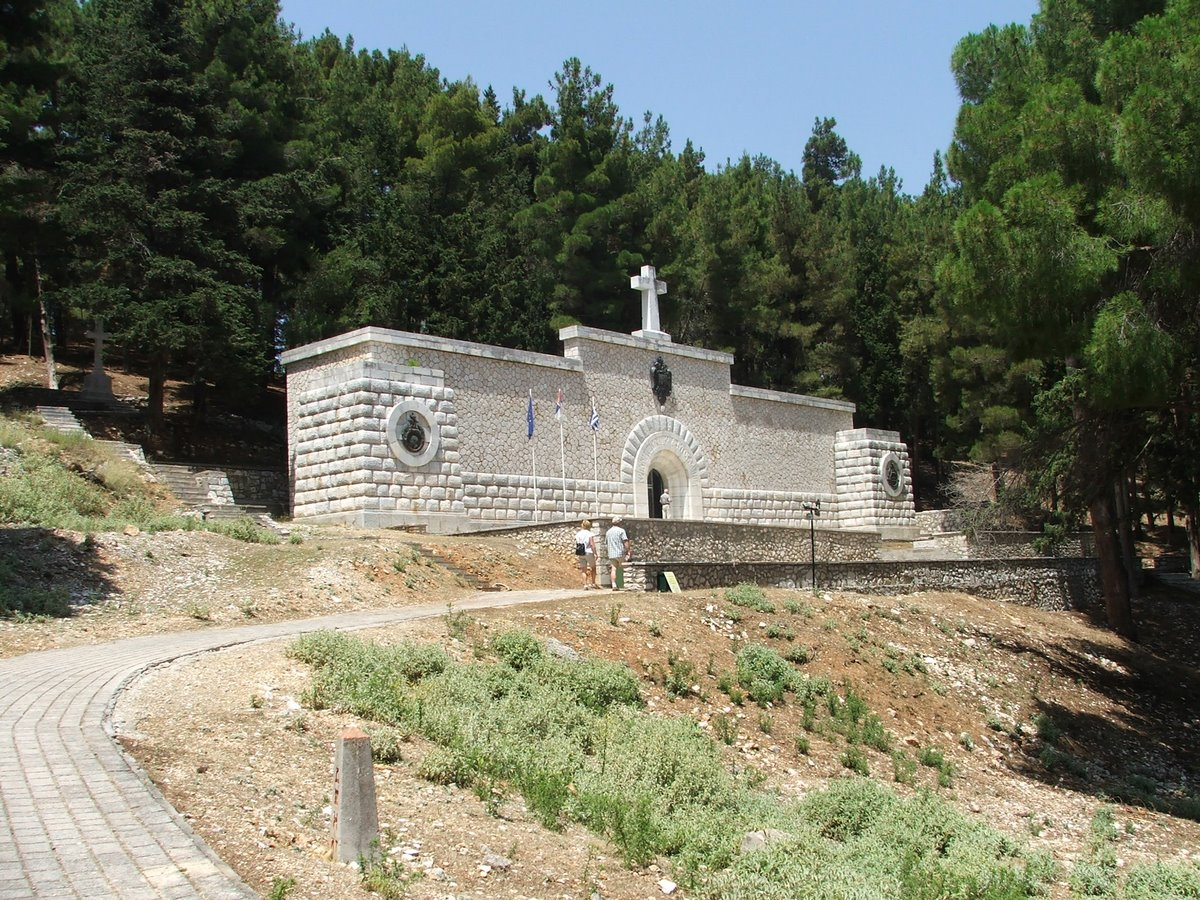
Сербский мавзолей на острове Видо около Керкиры. Возведен в 1938 году по проекту архитектора Николая Краснова.

Сохранились некоторые из могил умерших во время отступления сербских солдат в городе Шкодер.
- Памятник на кладбище сербских солдат на острове Корфу.

В 1938 году на острове был возведен мавзолей по проекту архитектора Николая Краснова. В стенах мавзолея находятся 1232 кессона, содержащих останки солдат, похороненных ранее на кладбищах Корфу, имена которых были известны. Останки неизвестных солдат были погребены под двумя мемориальными плитами за пределами мавзолея.

## В искусстве

### Музыка
- Синее море глубоко — знаменитая сербская народная песня. В основе текста лежит стихотворение «Изгнанники», написанное полковником Сербской королевской армии Браниславом Милославлевичем зимой 1916 года.
- Тамо далеко — сербская песня времен Первой мировой войны.

### Кино
- Где цвета лимун жут[серб.] (серб. Где цвета лимун жут) (2006) — документальный фильм режиссёра Здравко Шотра[серб.]
- Король Пётр I[серб.] (серб. Краљ Петар Први) (2018) — художественный фильм режиссёра Милована Витезовича[серб.]

## Галерея

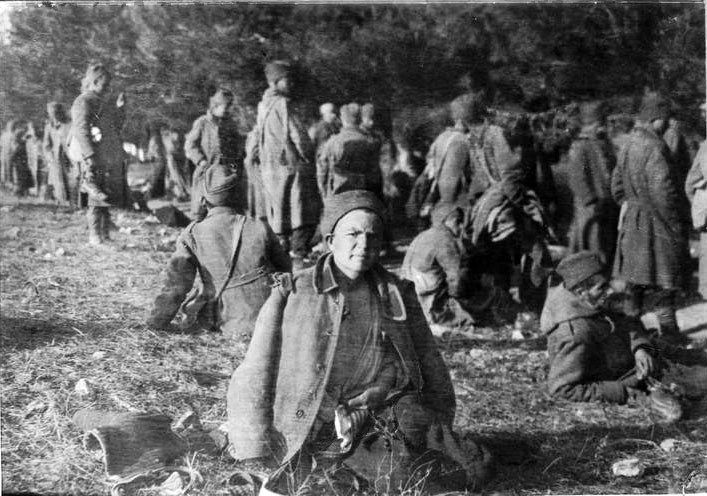
Сербские солдаты на острове Видо в 1916 году.
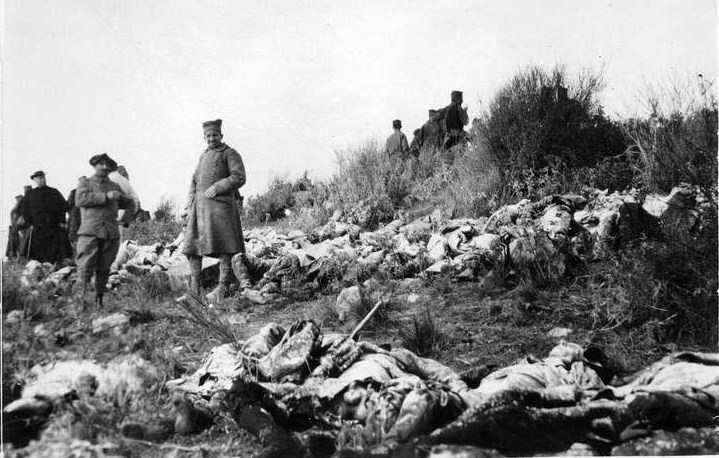
Умершие сербские солдаты на острове Видо.
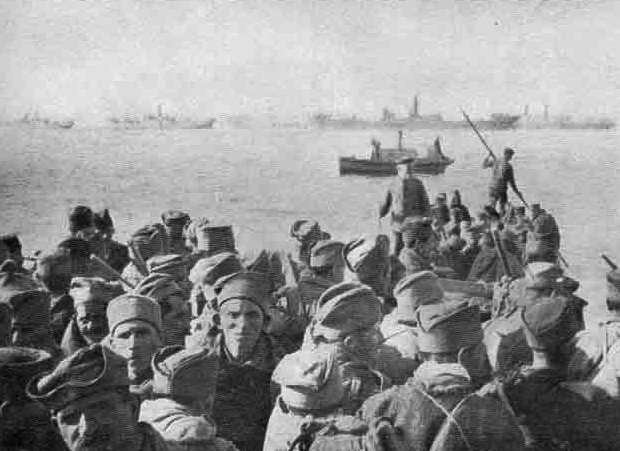
Сербские солдаты на побережье Адриатического моря.
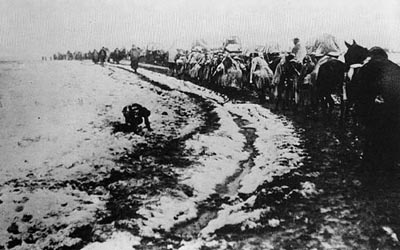
Сербские солдаты зимой 1915 года.
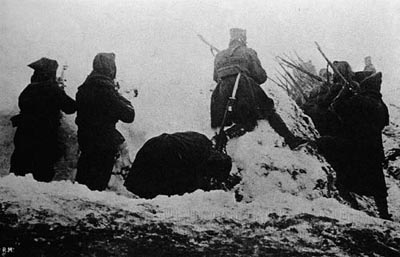
Сербские солдаты отражают албанские набеги.
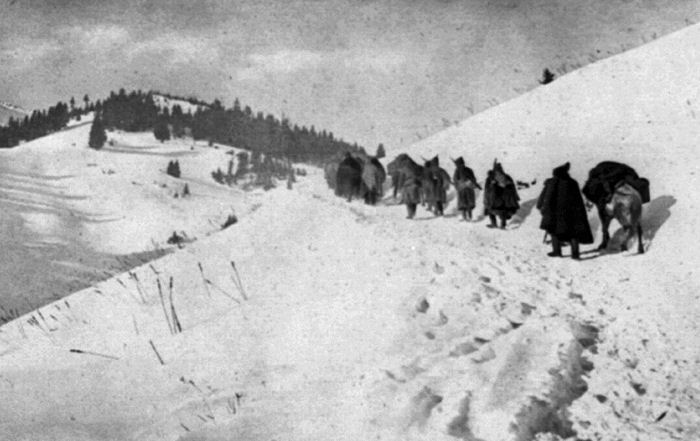
Сербские солдаты в Албанских горах.
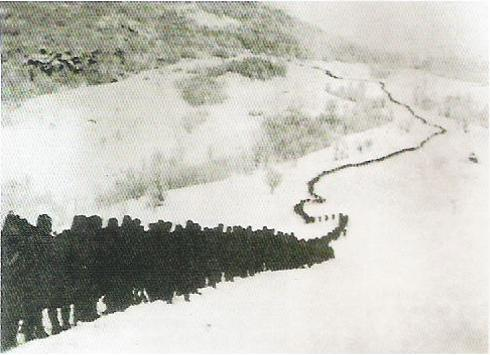
Сербские солдаты в Албанских горах.
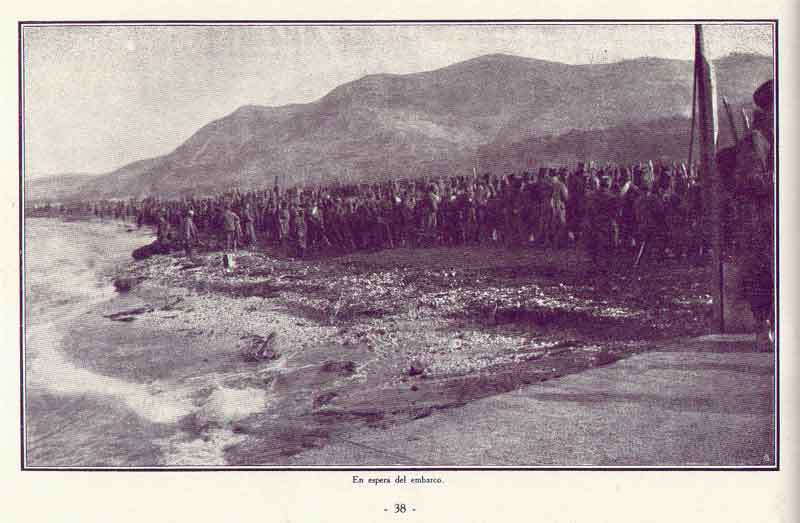
Сербские солдаты перед посадкой.
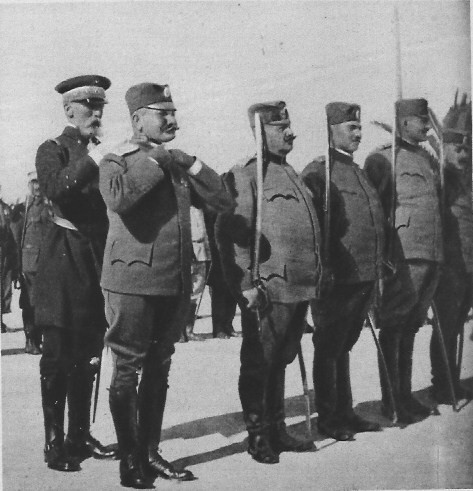
Сербская армия в Бизерте.
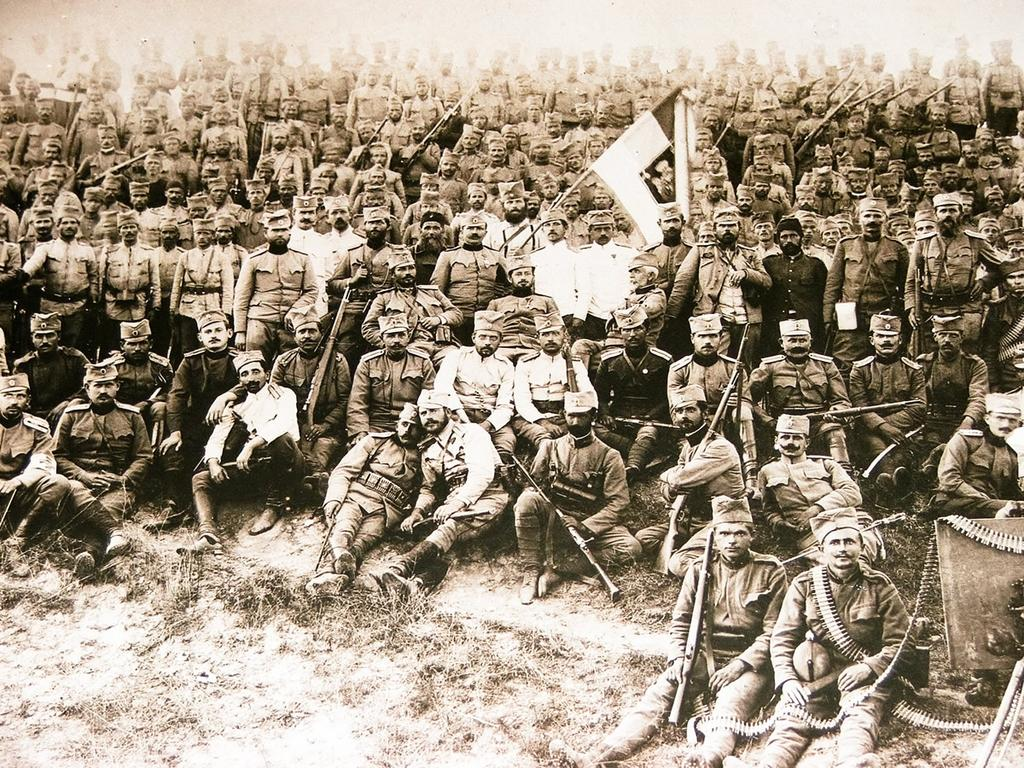
Сербы на Корфу, 1916—1918.